# Kolpinghuis
Het Kolpinghuis was een zalencentrum en verenigingsgebouw in het centrum van de Nederlandse stad Nijmegen.

## Geschiedenis
Het gebouw werd in 1882 en 1883 gebouwd naar ontwerp van architect Pierre Cuypers en deed dienst als verenigingsgebouw van de op 25 maart 1880 opgerichte Nijmeegse afdeling van de Katholieke Gezellenvereniging (ook bekend als Sint Jozef Gezellenvereniging en later Kolpingvereniging). Stichter van het internationale Kolpingnetwerk en naamgever van het Kolpinghuis was de Duitse katholieke priester Adolph Kolping (1813-1865, in 1991 door paus Johannes Paulus II zalig verklaard). Aan de gevel kwam een groot beeld van Sint Jozef te hangen en de inham waar het gebouw stond, werd St-Josephshof genoemd. De vereniging groeide hard en het gebouw werd al snel te klein. Naar ontwerp van A. van de Boogaard werd de verbouwing en flinke uitbreiding in 1890 voltooid. Op 15 september 1949 opende de Roomsch Katholieke school voor ambacht en techniek Dr. Poels, haar deuren in de Sint Josephshof. De huidige school 'Het Rijks' aan de Goffertweg vindt hier zijn oorsprong. In 1957 verhuisde de Dr. Poels-school naar de nieuwe locatie aan de Goffertweg 20. Het Kolpinghuis bleef in de jaren 50 en 60 ontmoetingshuis voor buitenschoolse activiteiten voor kinderen, zoals balletles. In de twintigste eeuw zijn er nog enkele kleinschalige verbouwingen en uitbreidingen doorgevoerd. 
Na de Tweede Wereldoorlog was de omvang van de Kolpingvereniging sterk afgenomen en landelijk werd de vereniging opgeheven. Het Kolpinghuis werd een zalencentrum waarvan de vereniging, de enige nog bestaande Nederlandse Kolpingvereniging, een vaste gebruiker was. In 2015 verkocht de Nijmeegse Kolpingvereniging het gebouw aan een projectontwikkelaar. Eind september 2020 sloot het zalencentrum en de Nijmeegse Kolpingvereniging verhuisde haar activiteiten naar de Ontmoetingskerk in Nijmegen-Dukenburg.
Het Kolpinghuis staat sinds 2020 leeg. Medio 2023 wist eigenaar Ton Hendriks te melden dat een procedure is begonnen om er een gezondheidscentrum en appartementen in te realiseren.

## Afbeeldingen

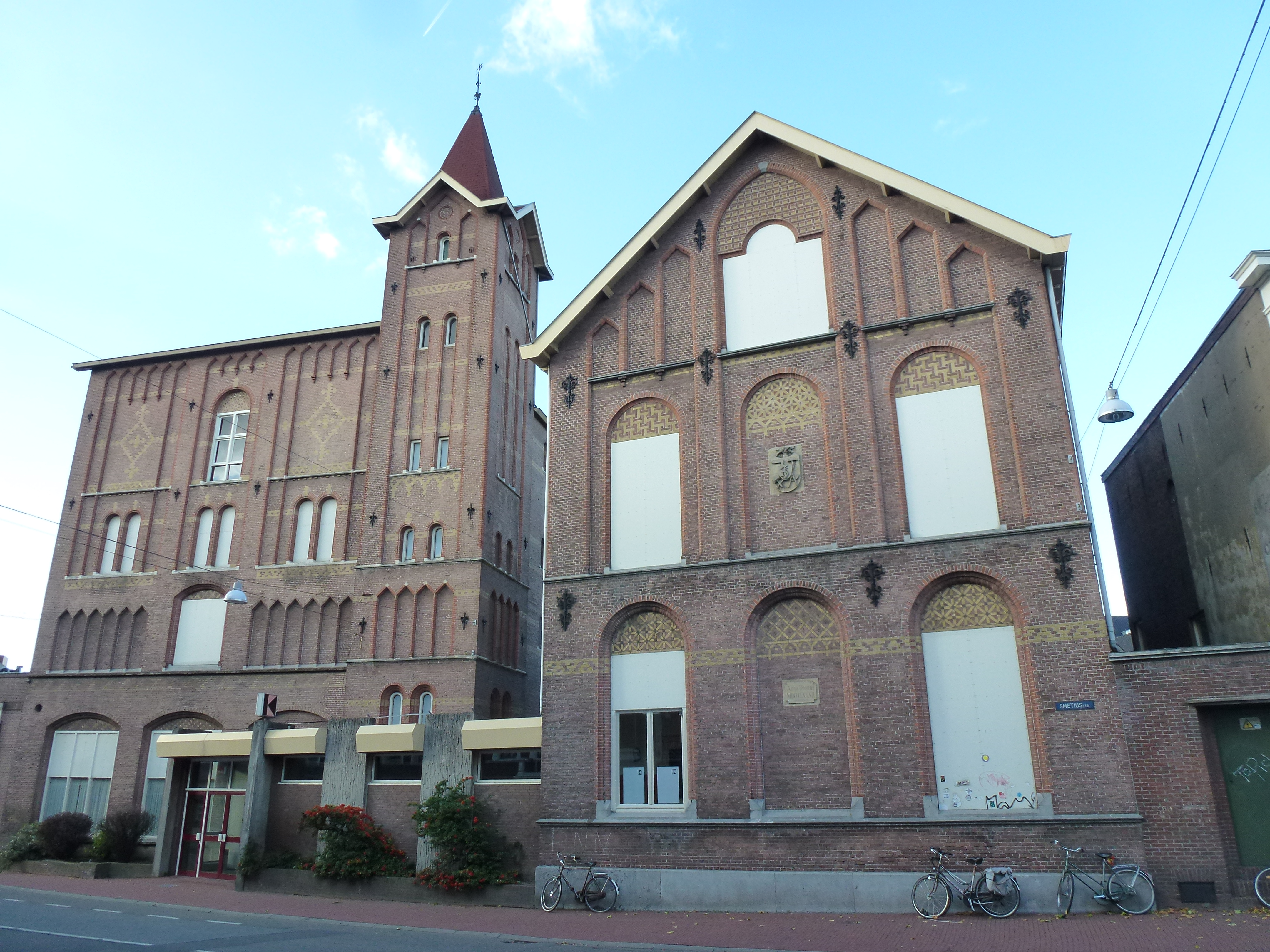
Voorgevel Kolpinghuis aan de Smetiusstraat
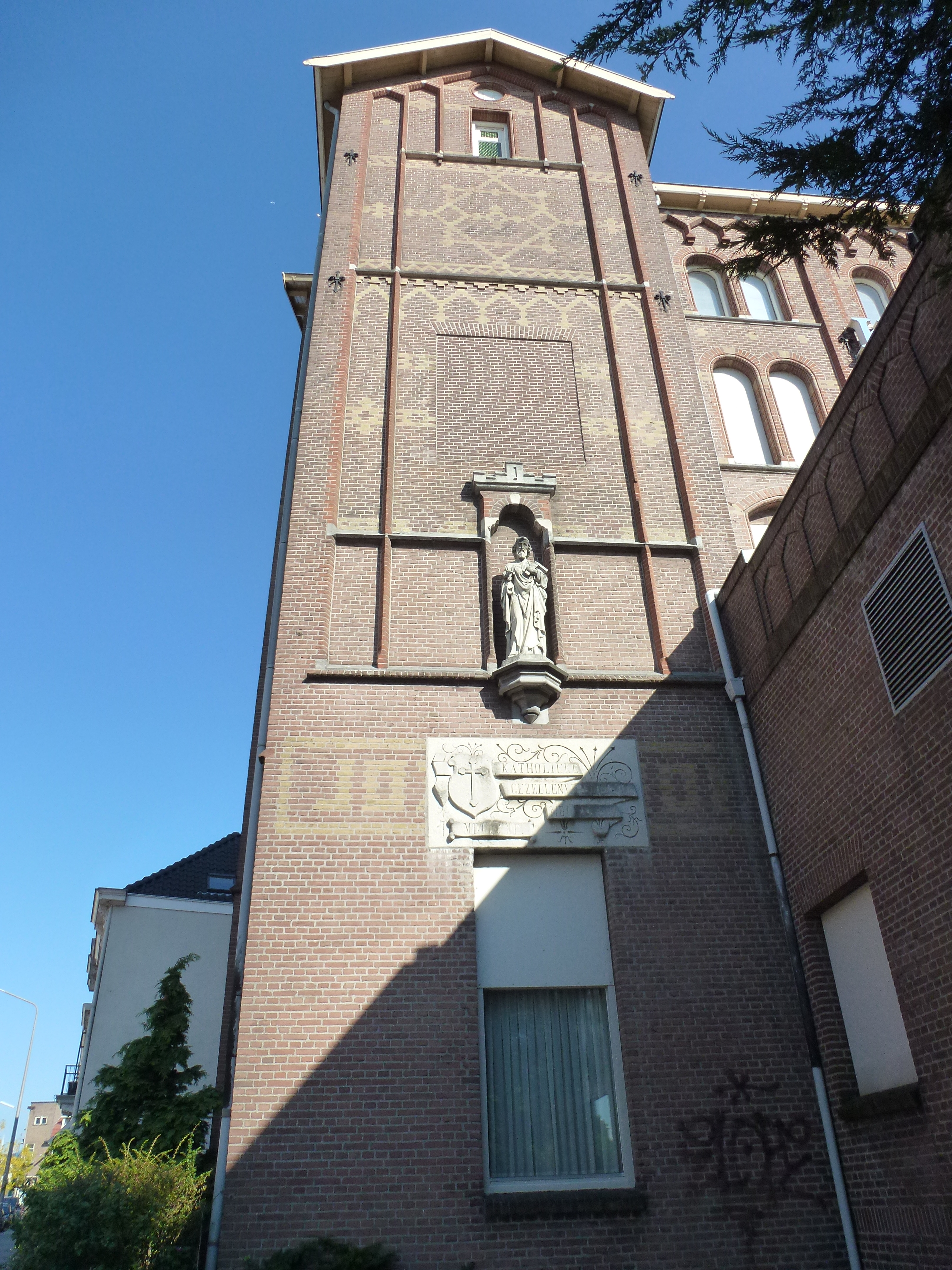
Achterzijde
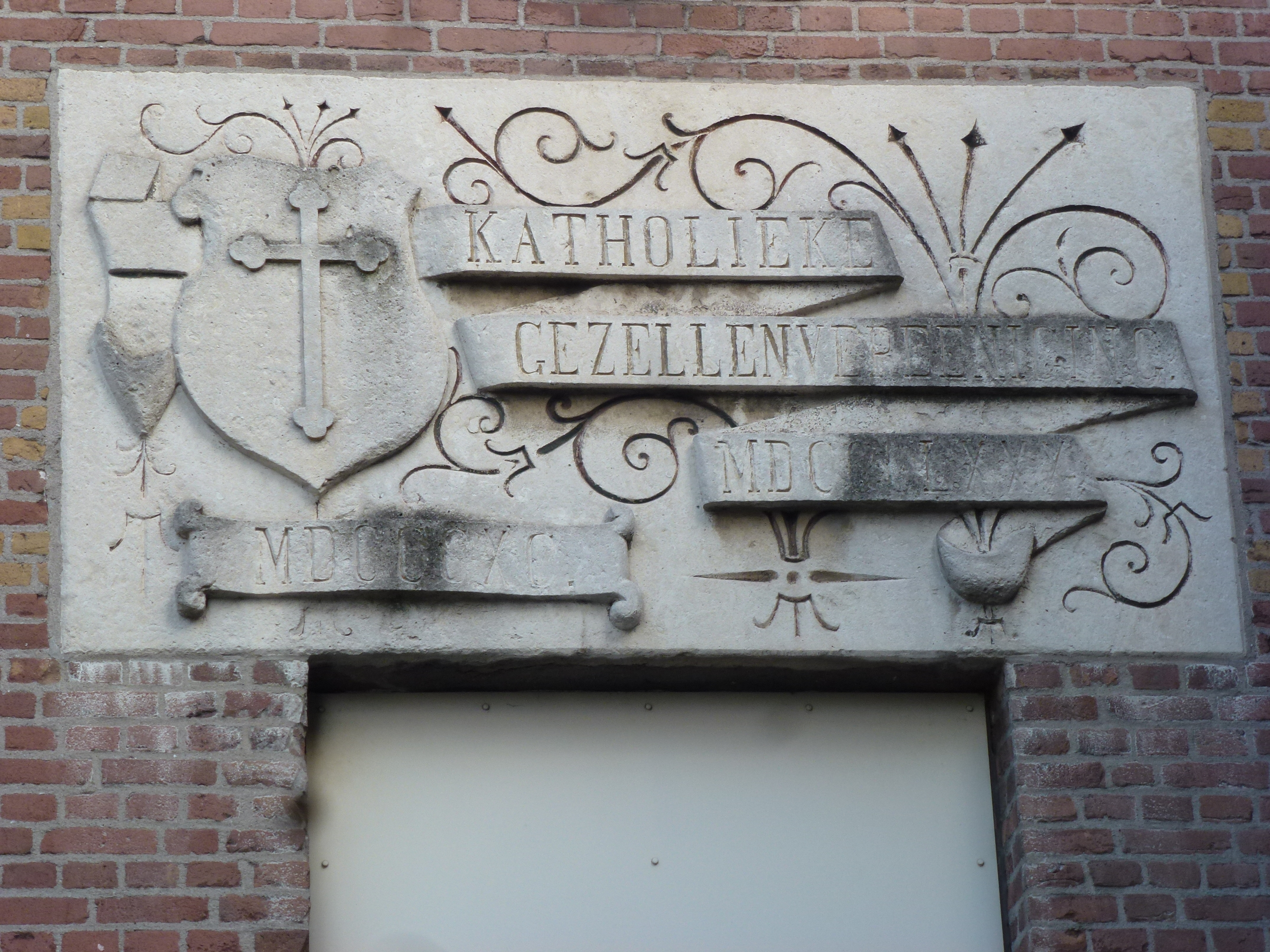
Geveltekst achterzijde
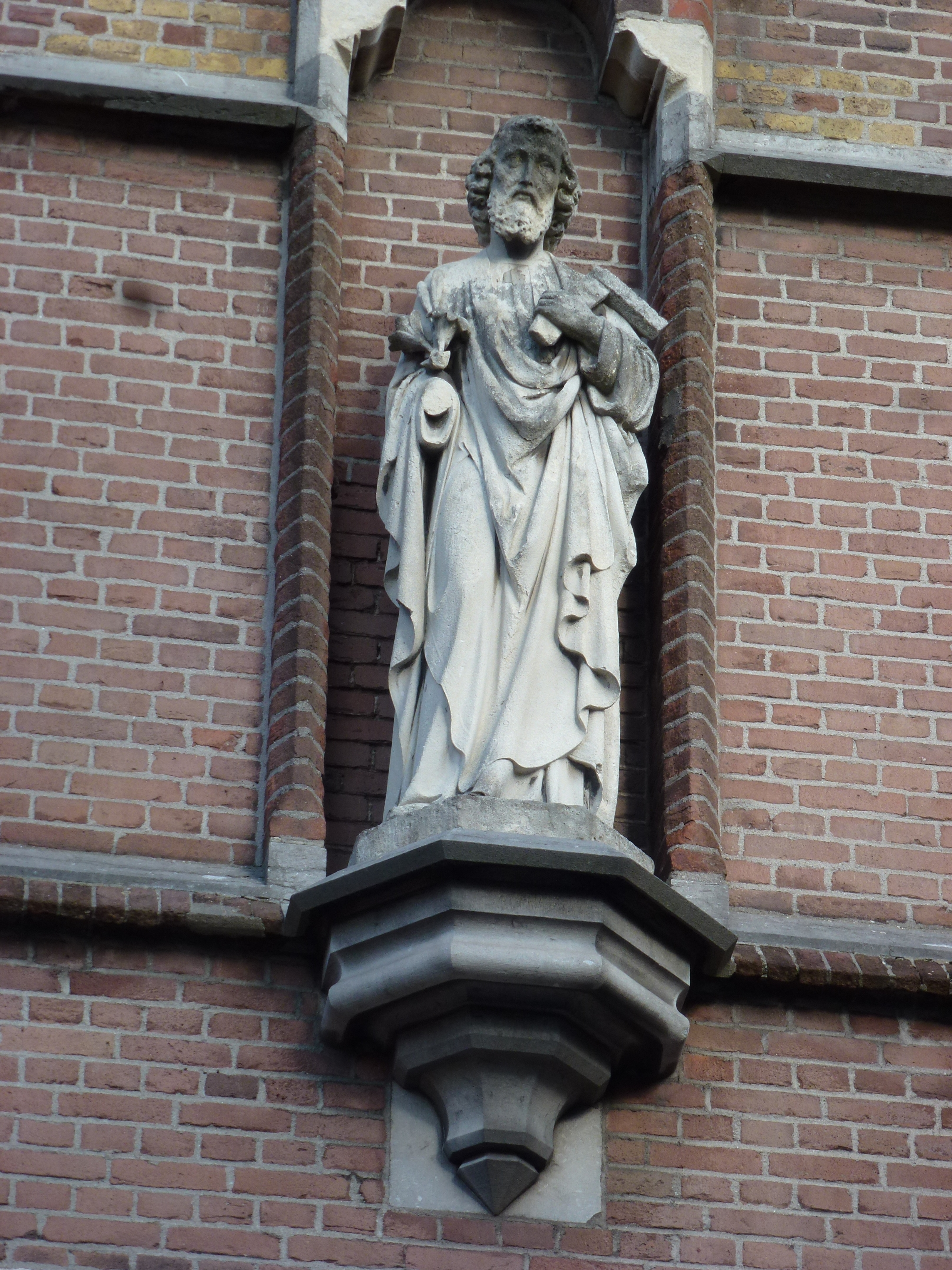
St. Jozefbeeld
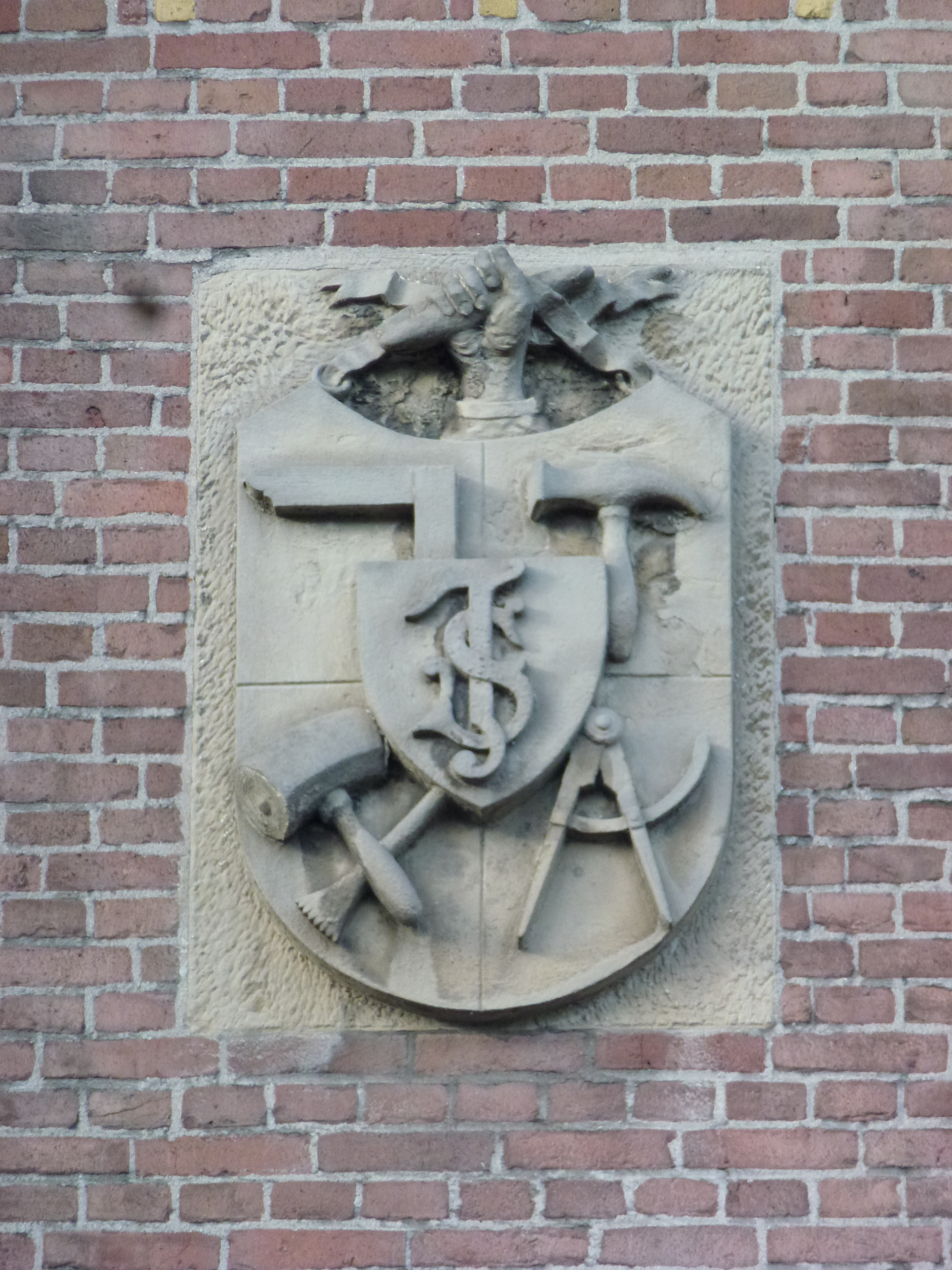
Wapen
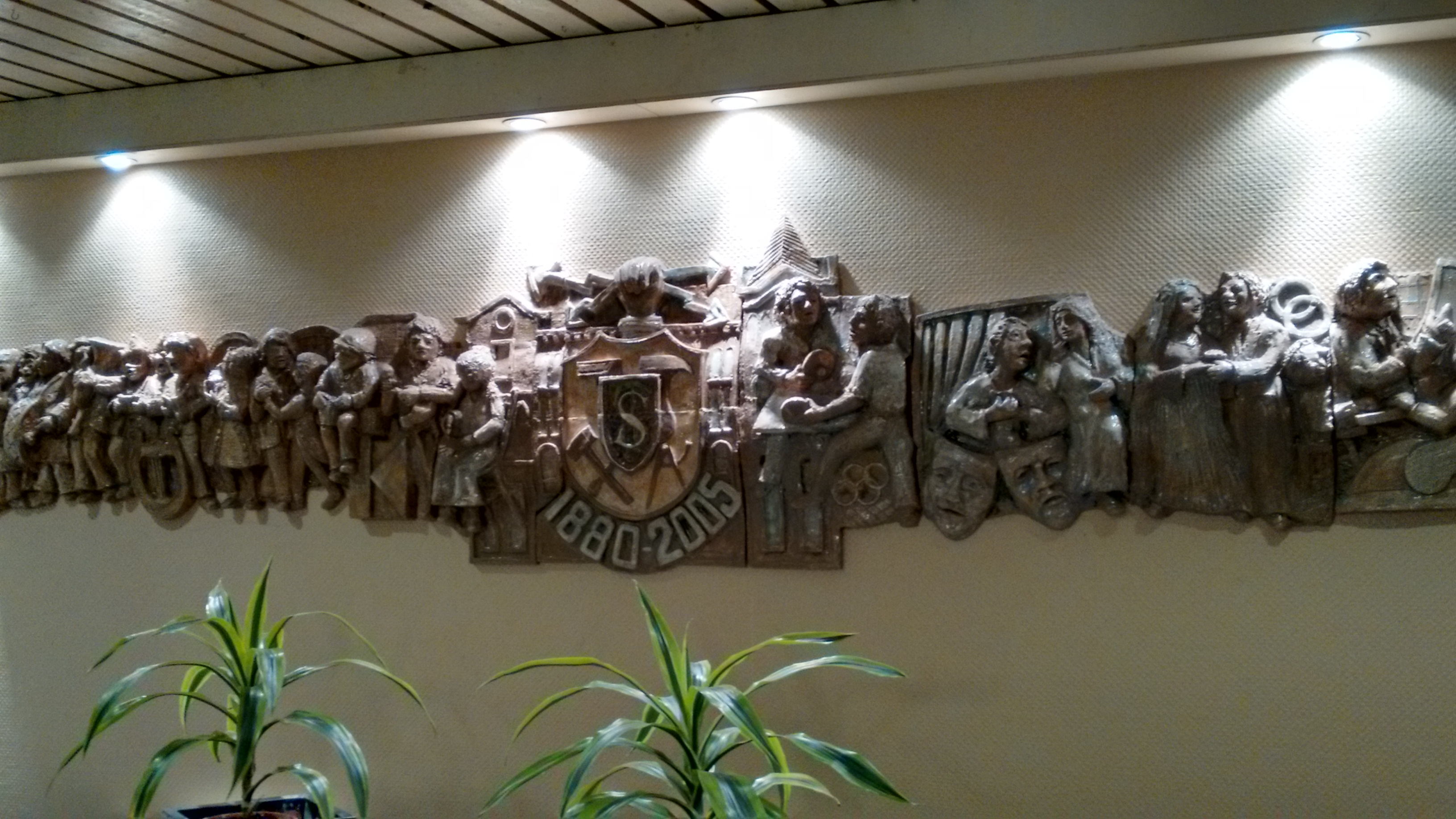
Lustrumsculptuur in de hal